# Nepenthes stenophylla
Nepenthes stenophylla Mast., 1890 è una pianta carnivora della famiglia Nepenthaceae, endemica del Borneo, dove cresce a 800–2600 m.

## Conservazione
La Lista rossa IUCN classifica Nepenthes stenophylla come specie a rischio minimo (Least Concern).